# Franz Schmidt
Franz Schmidt (22. prosince 1874, Bratislava – 11. února 1939, Vídeň) byl rakouský violoncellista, klavírista, hudební skladatel a pedagog.

## Život
Matka skladatele byla pocházela z Maďarska a i jeho otec byl ze smíšené maďarské rodiny. Jeho první učitelkou hudby byla matka, která byla vynikající klavíristkou, dala mu systematické základy klavírní hry a seznámila ho s dílem Johanna Sebastiana Bacha. V hudební teorii byl žákem františkánského mnicha Feliciána Môcika, vynikajícího varhaníka v bratislavském kostele. Krátce studoval hru na klavír u Theodora Leschetizkyho, se kterým se však nepohodl. V roce 1888 se rodina přestěhovala do Vídně a tam na konzervatoři Společnosti přátel hudby (Gesellschaft der Musikfreunde) studoval skladbu u Roberta Fuchse, hru na violoncello u Ferdinanda Hellmesbergera a hudební teorii a kontrapunkt u Antona Brucknera. Školu absolvoval s vyznamenáním v roce 1896.
Po absolvování školy se stal členem Dvorní opery a orchestru Vídeňských filharmoniků. Získal si úctu Gustava Mahlera, který trval na tom, že violoncellová sóla bude hrát Schmidt, přestože nebyl oficiálně koncertním mistrem. Byl rovněž vynikajícím hráčem komorní hudby. Důvěrně se spřátelil s Arnoldem Schoenbergem, ačkoliv jejich skladatelské zaměření bylo diametrálně odlišné. Kromě violoncella byl rovněž vynikajícím klavíristou. V roce 1914 se stal profesorem klavíru na vídeňské konzervatoři, která v té době nesla název Wiener Musikakademie (dnes: Universität für Musik und darstellende Kunst). V roce 1925 se stal jejím ředitelem a v roce 1927 rektorem.
Schmidtův soukromý život byl v příkrém kontrastu k úspěchům jeho profesionální kariéry. Jeho první žena byla od roku 1919 hospitalizována v psychiatrické léčebně a tři roky po smrti skladatele byla zavražděna podle zákonů nacistické eutanazie. Dcera Emma zemřela náhle po narození prvního dítěte. Tato tragédie se odrazila v jeho Čtvrté symfonii z roku 1933, která nese podtitul Requiem za mou dceru. Teprve jeho druhé manželství se ženou, kterou poznal jako studentku klavíru, přineslo jistou stabilitu do soukromého života umělce.
Postupně se zhoršující zdravotní stav jej donutil opustit zaměstnání v Akademii a v roce 1937 odešel do důchodu. O rok později došlo k připojení Rakouska k nacistickému Německu. Těžce nemocný skladatel byl, jako největší žijící rakouský skladatel, vyzván, aby událost oslavil zhudebněním textu Oskara Dietricha Německé vzkříšení (Deutsche Auferstehung). Pod nátlakem a z obav o osud svého nemanželského syna, jehož matka byla židovka, se podvolil. Před dokončením práce však zemřel. Je velmi pravděpodobné, že kantátu ani dokončit nehodlal, neboť se po přerušení práce na kantátě ještě věnoval skladbám pro jednorukého klavíristu Paula Wittgensteina (Klarinetový kvintet A-dur a Toccata d-moll). Kantátu dokončil dirigent Robert Wagner (dirigent) a byla v roce 1940 ve Vídni uvedena. Tato skladba, přestože její vznik byl lidsky pochopitelný, nadlouho ovlivnila poválečné vnímání a hodnocení skladatele.

## Hudební dílo
Ve svém díle je Schmidt pokračovatelem tradice klasického vídeňského romantismu, pokračovatelem v díle skladatelů jako byli Franz Schubert, Johannes Brahms a Anton Bruckner. Nezapře rovněž prvky svého maďarského původu, vlivu Franze Liszta a maďarské cikánské hudby. Jeho díla jsou monumentální a pevně zakotvená v tonální soustavě. Nevyhýbal se však ani některým podnětům z hudby Gustava Mahlera a Arnolda Schönberga. Rád pracoval na velkých formách jako jsou jeho symfonie a opery. Komorní hudba není příliš početná, ale podle vyjádření kritiky (Wilhelm Altmann) vždy velmi významná a kvalitní.
Všechny symfonie Franze Schmidta nahrál Symfonický orchestr Čs. rozhlasu v Bratislavě za řízení Ľudovíta Rajtera v roce 1987 pro firmu Opus.

## Kniha sedmi pečetí

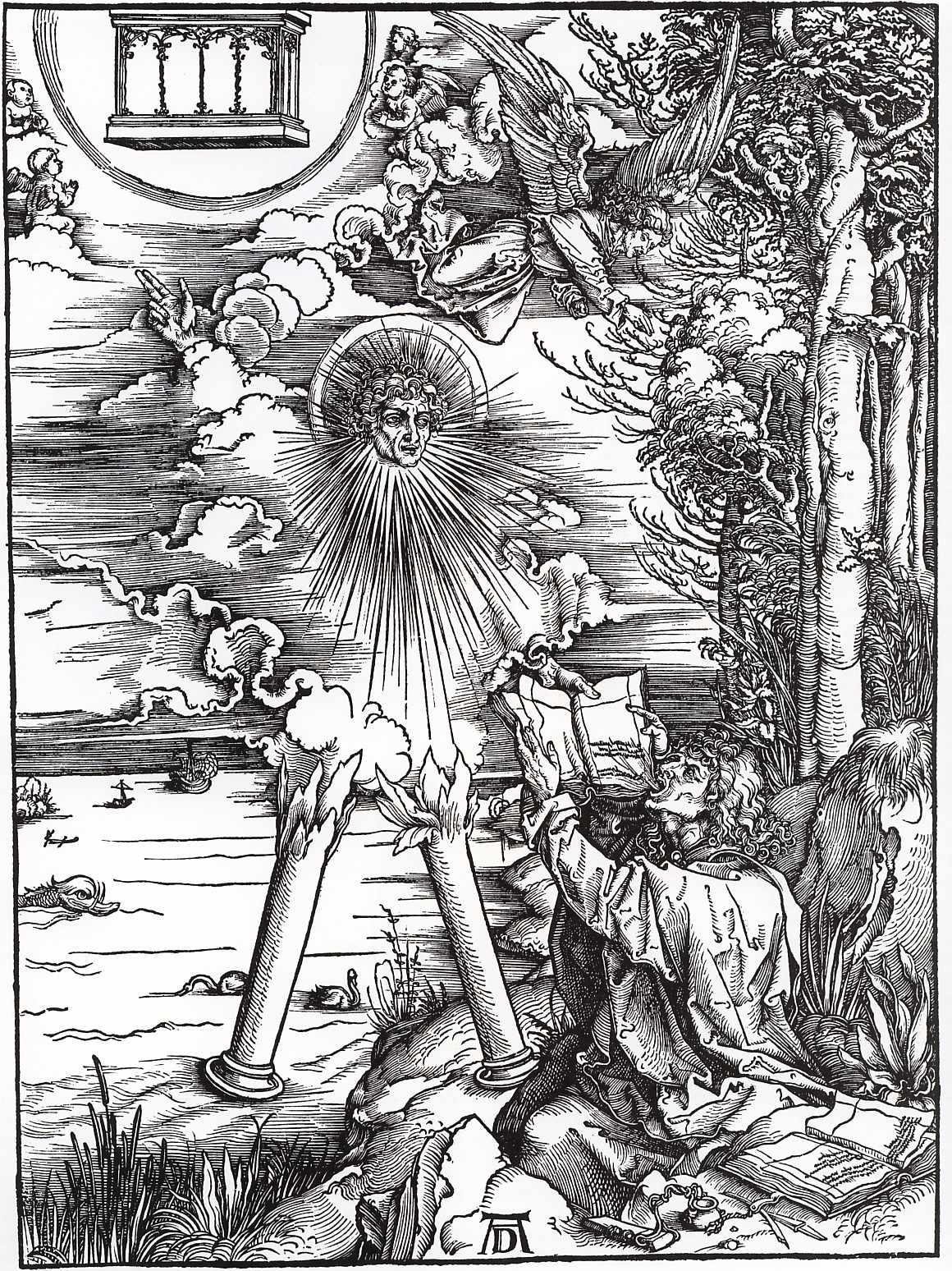
Zjevení sv. Jana na dřevorytu Albrechta Dürera

Životním dílem skladatele je oratorium Kniha sedmi pečetí na slova poslední knihy Nového zákona Zjevení svatého Jana v německém překladu Martina Luthera. Texty vybral a upravil sám skladatel. Výběr tématu se dnes zdá být téměř prorocký, jakoby předvídal hrůzy blížící se světové války.
Sám skladatel o svém díle uvádí:
| „                                                    | Janovy dopisy sedmi církvím jsem použil jako Prolog. V prvním díle je rozlomeno šest pečetí knihy, vypráví se historie lidstva. Jan uvádí v nekonečných variantách podobenství a obrazů boj proti hříšnému Babylonu až k jeho úplnému zničení, aby mohl ukázat vizi nového Jeruzaléma. Druhý díl začíná velkým tichem, které v nebi nastalo s otevřením sedmé pečeti. Jan vypráví historii pravé víry a své církve. Pozouny ohlašují poslední soud. Pán hovoří k zástupcům těch, které čeká věčný život. Zástupy jásají a Jan uzavírá krátkým slovem. | “ |
| — Franz Schmidt v dopise dirigentu Oswaldu Kabastovi | |   |

Oratorium mělo premiéru 15. června 1938 ve velkém sále Musikverein ve Vídni pod taktovkou Oswalda Kabasty. Jana Evangelistu zpíval Rudolf Gerlach a kvartet sólistů tvořili Erika Rokyta, Enid Santho, Anton Dermota a Josef Manowarda. Poslední jmenovaný zpíval také Hlas Pána. Na varhany hrál Franz Schütz, týž Schütz, který o několik měsíců později přemluvil skladatele k přijetí nacistické zakázky.

## Seznam skladeb

### Opery
- Notre Dame, romantická opera o dvou jednáních podle Victora Huga, Vídeň 1914
- Fredigundis, opera o třech jednáních podle Felixe Dahna, Berlín 1922

### Oratorium
- Kniha sedmi pečetí, pro sóla sbor, varhany a orchestr

### Orchestrální skladby
- 1. symfonie E-dur, Vídeň 1902
- Karnevalová hudba a Intermezzo z opery Notre Dame, Vídeň 1903
- 2. symfonie Es-dur, Vídeň 1913
- Koncert Es-dur pro klavír levou rukou a orchestr, Vídeň 1925
- Koncertní variace na Beethovenovo téma pro klavír levou rukou a orchestr, Vídeň 1924
- 3. symfonie A-dur, Vídeň 1928
- Variace na husarskou píseň, 1931
- Chaconne cis-moll, 1931
- 4. symfonie C-dur, Vídeň 1934

### Komorní hudba
- 4 malé fantasie na maďarské národní melodie pro violoncello a klavír (1892)
- Smyčcový kvartet A-dur (1925)
- Variace a fuga na vlastní téma D-dur pro trubku (1925)
- Klavírní kvintet G-dur pro klavír levou rukou (1926)
- Smyčcový kvartet G-dur (1929)
- Klavírní kvintet B-dur pro klavír levou rukou a klarinet (1932)
- Romance A-dur pro klavír
- Vánoční pastorale A-dur pro klavír
- Toccata d-moll pro klavír levou rukou (1938)

### Varhanní skladby
- Variace na téma Christopha Willibalda Glucka
- Variace a fuga D-dur (1916)
- Fantasie a fuga D-dur (1924)
- Toccata C-dur (1924)
- Preludium a fuga Es-dur (1924)
- Chaconne cis-moll (1925)
- 4 malá chorálová preludia (1926)
- Preludium a fuga C-dur (1928)
- 4 malá preludia a fugy (1928)
- Chorálová předehra „Der Heiland ist erstanden“ (1934)
- Preludium a fuga A-dur (pastorální, 1928)
- Fuga F-dur (1932)
- Chorálová předehra pro varhany a trubky (1933)
- Toccata a fuga A-dur(1935)
- Fuga solemnis pro varhany, 6 trubek, 4 lesní rohy, 3 trombóny, basovou tubu a tympány (1939)